# Francisco Gómez-Jordana Sousa
Pour les articles homonymes, voir Gomez, Jordana et Sousa.
Francisco Gómez-Jordana Sousa, né le 1er février 1876 à Madrid et mort le 3 aout 1944 à Saint-Sébastien, est un militaire et homme politique espagnol. 

## Biographie
Diplomate espagnol, ministre des Affaires étrangères sous le régime franquiste, il s'engagea dans le camp nationaliste aux premières heures de la guerre civile espagnole. 
Il participe également à la guerre du Rif et de Cuba.